# Chiesa di San Giovanni della Malva in Trastevere

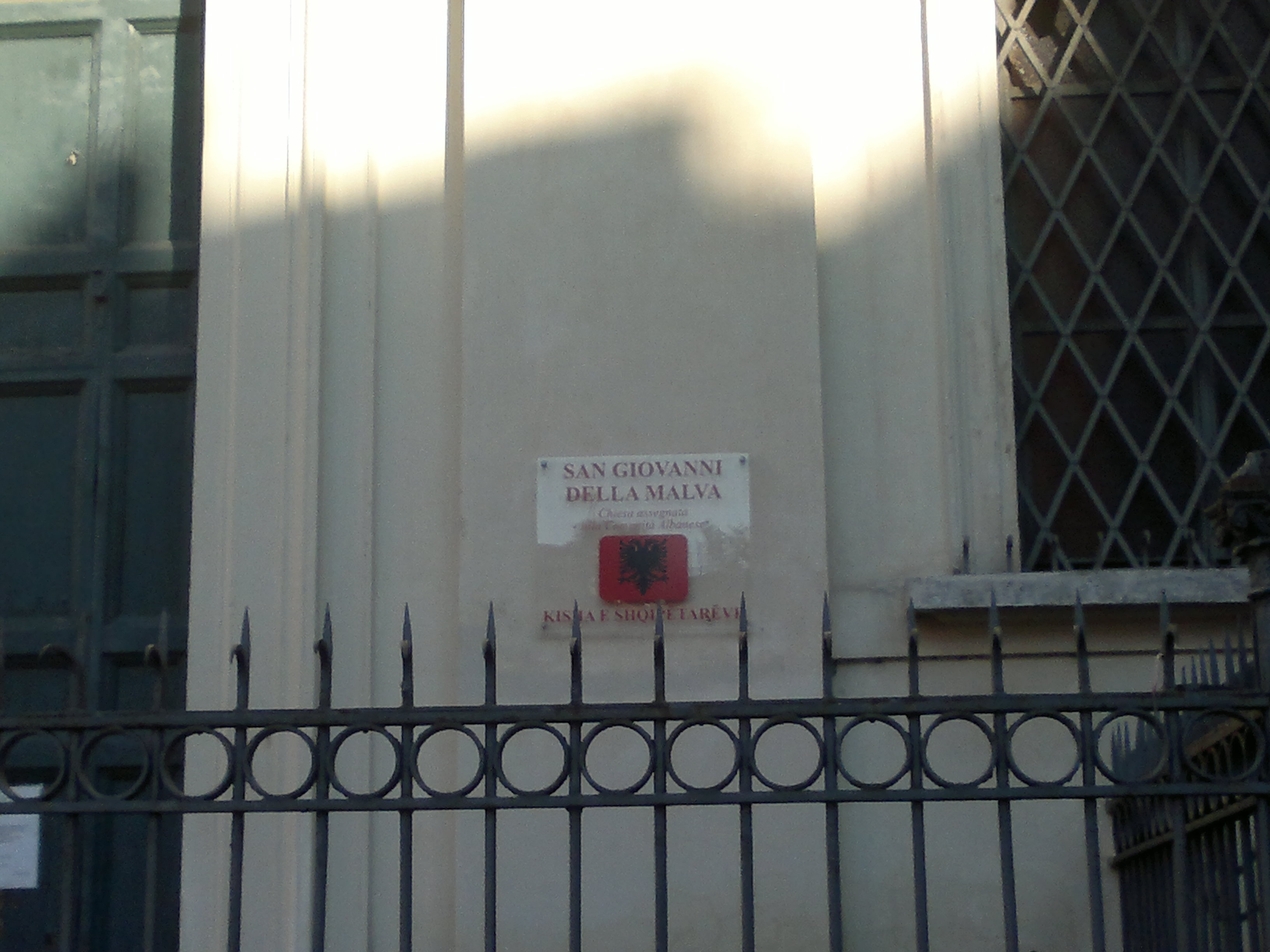
Tabella bilingue italiano-albanese

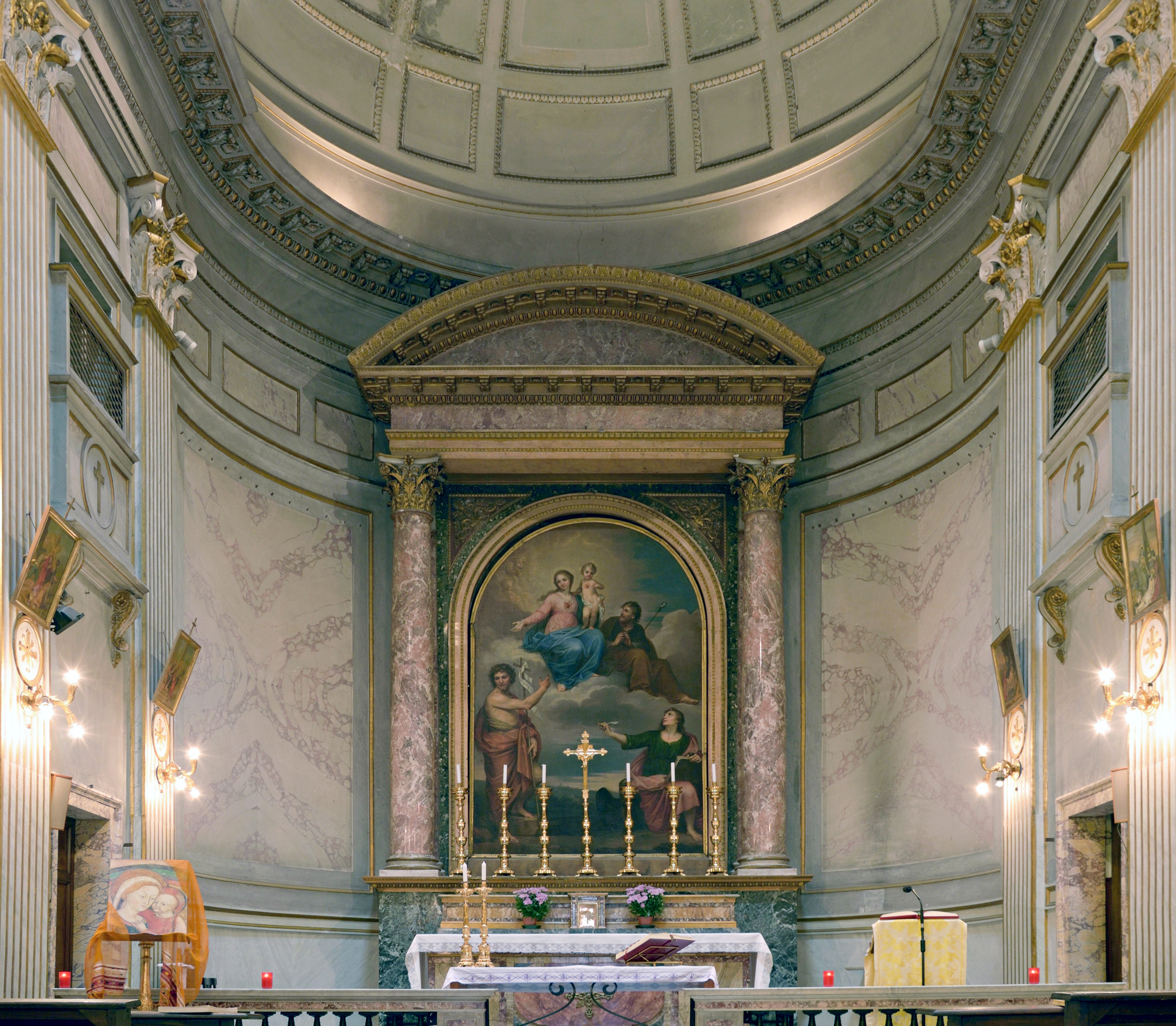
L'interno

La  chiesa di San Giovanni della Malva in Trastevere (kisha e Shën Janit të Shqiptarëve) è una chiesa di Roma, nel rione Trastevere, situata nella piazza omonima.
È la chiesa nazionale albanese a Roma e le celebrazioni sono in lingua albanese secondo il rito latino.

## Storia
La chiesa è antica e risale al medioevo. È attestata da una bolla di Callisto II del 1123 con il nome di Sancti Iohannis prope portam Septimianam (presso la Porta Settimiana); è conosciuta nel XIV secolo con il nome di Sancti Iohannis ad Ianiculum (al Gianicolo). Il nome attuale, attestato solo dal 1367, può derivare o dalla pianta della malva che cresceva nei pressi o dalla corruzione del nome Mica Aurea (sabbia dorata), nome che nel medioevo era dato alla parte del Gianicolo ancora oggi chiamato Montorio. Inoltre in alcuni cataloghi di chiese romane, essa è denominata proprio Sancti Iohannis mica aurea.
Nel 1475, in occasione del Giubileo e dell'apertura del ponte Sisto, papa Sisto IV la fece restaurare. Nel 1818 la chiesa medievale fu demolita perché fatiscente ed in forte stato di degrado, e nel 1851 ne fu ricostruita una nuova, finanziata da Pio Grazioli, su progetto di Giacomo Moraldi.
Dal 1º agosto 2004 un decreto del Vicariato di Roma ha concesso alla comunità cattolica albanese di usufruire della chiesa per la preghiera e le attività pastorali.

## Descrizione
La chiesa ha una facciata tripartita e timpano triangolare; sopra la porta vi è un bassorilievo raffigurante la Vergine Maria con i ss. Giovanni Evangelista e Giovanni Battista. Questo ricorda che la chiesa è dedicata all'Immacolata e ai due santi di nome Giovanni (come pure attestato da un'epigrafe all'interno). Ancora nella facciata si trovano due stemmi con l'agnello e l'aquila che alludono ai due santi.
L'interno si presenta a croce greca (mentre l'antica chiesa era a tre navate), con cupola emisferica. Precede la chiesa un atrio, sopra il quale vi è la cantoria. Dell'antica decorazione interna non rimane più niente; sono esposte solo opere del Settecento e dell'Ottocento, per lo più di autori ignoti o incerti. Domina la pala d'altare che raffigura la Madonna fra i santi Giovanni Evangelista e Giovanni Battista.
Di Gaetano Lapis è la pala raffigurante San Camillo de Lellis in adorazione del Crocifisso (olio su tela, 220×144 cm).